# Ringbahn Nürnberg
| | |                                                        |                                                        |
| Streckennummer (DB): | 5922 (Nürnberg Ost–Nürnberg-Dutzendteich) 5923 (Nürnberg Ost–Nürnberg-Großmarkt) 5950 (Nürnberg Rbf–Nürnberg-Großmarkt) 5962 (Nürnberg Rbf–Nürnberg-Dutzendteich) |                                                        |                                                        |
| Kursbuchstrecke (DB): | 895 (Nürnberg Hbf–Nürnberg Rbf Ausfahrt, bis 1987) |                                                        |                                                        |
| Kursbuchstrecke: | 417a (Nürnberg-Dutzendteich – Nürnberg Rbf Stellw 22/Ausfahrt 1946)                                                                                               |                                                        |                                                        |
| Streckenlänge: | 31,3 km |                                                        |                                                        |
| Spurweite: | 1435 mm (Normalspur) |                                                        |                                                        |
| Stromsystem: | Dutzendteich–Großmarkt: 15 kV 16,7 Hz ~ |                                                        |                                                        |
| | |                                                        |                                                        |
| \| \| \| von Nürnberg Nordost (s. u.) \| \| \| \| \| \| \| \| \| \| zur BfB \| \| \| \| \| von Cheb \| \| \| \| 0,000 0,115 \| Nürnberg Ost \| Nürnberg Ost \| \| \| \| nach Nürnberg Hbf \| \| \| \| \| Bundesstraße 4 R (40 m) \| \| \| \| \| Wöhrder See (110 m) \| \| \| \| \| Nürnberg–Irrenlohe \| \| \| \| \| von Nürnberg-Mögeldorf \| \| \| \| \| Bundesstraße 4 R (44 m) \| \| \| \| 3,975 8,595 \| Nürnberg-Dutzendteich \| Nürnberg-Dutzendteich \| \| \| \| zur Bahnstrecke Nürnberg–Regensburg \| \| \| \| \| nach Nürnberg Rbf Einfahrt (bis 1938) \| \| \| \| \| Bahnstrecke Nürnberg–Feucht \| \| \| \| \| Bahnstrecke Nürnberg–Regensburg \| \| \| \| \| zum Paketpostamt \| \| \| \| \| vom Abzw Nürnberg-Reichswald \| \| \| \| \| vom U-Bahn-Betriebshof \| \| \| \| 4,680 \| Nürnberg-Langwasser (Pv bis 1992) \| Nürnberg-Langwasser (Pv bis 1992) \| \| \| \| U-Bahn (70 m) \| \| \| \| \| Nürnberg Rbf Vorbahnhof \| \| \| \| \| \| \| \| \| \| B 8 (45 m) \| \| \| \| \| Nürnberg-Zollhaus (bis 1992) \| \| \| \| \| Nürnberg Rbf Einfahrt \| \| \| \| \| zum ehem. Gbf Nürnberg Süd, AW Nürnberg \| \| \| \| 0,000 \| Nürnberg Rbf \| Nürnberg Rbf \| \| \| \| Nürnberg Rbf Bw \| \| \| \| \| Nürnberg Rbf Ausfahrt (Pv bis 1992) \| \| \| \| \| \| \| \| \| \| Frankenschnellweg (Minervabrücke, 118 m) \| \| \| \| \| nach Nürnberg Hgbf \| \| \| \| \| nach Nürnberg-Eibach \| \| \| \| \| Bahnstrecke Treuchtlingen–Nürnberg (31 m) \| \| \| \| \| Nürnberg–Roth (13 m) \| \| \| \| \| von Nürnberg-Eibach \| \| \| \| 3,132 \| Nürnberg Hohe Marter (Abzw) \| Nürnberg Hohe Marter (Abzw) \| \| \| \| nach Nürnberg-Stein \| \| \| \| \| Bundesstraße 2 und Bundesstraße 14 \| \| \| \| \| Nürnberg–Crailsheim \| \| \| \| 4,800 \| Kleinreuth (Abzw, geplant) \| Kleinreuth (Abzw, geplant) \| \| \| \| nach Eltersdorf (geplant) \| \| \| \| 6,600 12,200 \| Nürnberg Großmarkt \| Nürnberg Großmarkt \| \| \| \| zum Großmarkt Nürnberg \| \| \| \| \| nach Fürth (Bay) Hbf \| \| \| \| \| Frankenschnellweg (45 m), am 11. Sept. 2009 abgerissen \| \| \| \| \| Nürnberg–Bamberg (38 m) \| \| \| \| \| von Fürth (Bay) Hbf \| \| \| \| 9,976 \| Nürnberg-Muggenhof (Abzw) \| Nürnberg-Muggenhof (Abzw) \| \| \| \| U-Bahn (68 m) \| \| \| \| \| zur AEG \| \| \| \| \| von der Straßenbahn-Hwst Muggenhof \| \| \| \| \| Pegnitz (133 m) \| \| \| \| 8,620 \| Nürnberg Nordwest \| Nürnberg Nordwest \| \| \| \| Bundesstraße 4 (36 m) \| \| \| \| 5,790 \| Nürnberg Nord \| Nürnberg Nord \| \| \| 5,782 \| Nürnberg Nord \| Nürnberg Nord \| \| \| \| Bundesstraße 2 (62 m) \| \| \| \| 3,862 \| Nürnberg Nordost \| Nürnberg Nordost \| \| \| \| nach Gräfenberg \| \| \| \| \| \| \| \| \| \| zum Abzw Eichelberg \| \| \| \| \| Stadenstraße \| \| \| \| \| Bundesstraße 14 \| \| \| \| \| nach Nürnberg Ost (s. o.) \| \| \| \| \| \| \| \| Quellen: [1][2] \| \| \| \| | |                                                        |                                                        |
| | | von Nürnberg Nordost (s. u.)                           |                                                        |
| | |                                                        |                                                        |
| Abzweig geradeaus und ehemals nach rechts | | zur BfB                                                | zur BfB                                                |
| Abzweig geradeaus und von links | | von Cheb                                               | von Cheb                                               |
| Bahnhof | 0,000 0,115 | Nürnberg Ost                                           | Nürnberg Ost                                           |
| Abzweig geradeaus und nach rechts | | nach Nürnberg Hbf                                      | nach Nürnberg Hbf                                      |
| Brücke | | Bundesstraße 4 R (40 m)                                | Bundesstraße 4 R (40 m)                                |
| Brücke über Wasserlauf | | Wöhrder See (110 m)                                    | Wöhrder See (110 m)                                    |
| Kreuzung geradeaus unten | | Nürnberg–Irrenlohe                                     | Nürnberg–Irrenlohe                                     |
| Abzweig geradeaus und von links | | von Nürnberg-Mögeldorf                                 | von Nürnberg-Mögeldorf                                 |
| Brücke | | Bundesstraße 4 R (44 m)                                | Bundesstraße 4 R (44 m)                                |
| Dienststation / Betriebs- oder Güterbahnhof | 3,975 8,595 | Nürnberg-Dutzendteich                                  | Nürnberg-Dutzendteich                                  |
| Abzweig geradeaus und nach rechts | | zur Bahnstrecke Nürnberg–Regensburg                    | zur Bahnstrecke Nürnberg–Regensburg                    |
| Abzweig geradeaus, ehemals nach rechts und ehemals von rechts | | nach Nürnberg Rbf Einfahrt (bis 1938)                  | nach Nürnberg Rbf Einfahrt (bis 1938)                  |
| Kreuzung geradeaus unten | | Bahnstrecke Nürnberg–Feucht                            | Bahnstrecke Nürnberg–Feucht                            |
| Kreuzung geradeaus unten | | Bahnstrecke Nürnberg–Regensburg                        | Bahnstrecke Nürnberg–Regensburg                        |
| Abzweig geradeaus und ehemals nach rechts | | zum Paketpostamt                                       | zum Paketpostamt                                       |
| Abzweig geradeaus und von links | | vom Abzw Nürnberg-Reichswald                           | vom Abzw Nürnberg-Reichswald                           |
| Abzweig geradeaus und von rechts | | vom U-Bahn-Betriebshof                                 | vom U-Bahn-Betriebshof                                 |
| Dienststation / Betriebs- oder Güterbahnhof | 4,680 | Nürnberg-Langwasser (Pv bis 1992)                      | Nürnberg-Langwasser (Pv bis 1992)                      |
| Kreuzung mit U-Bahn geradeaus oben | | U-Bahn (70 m)                                          | U-Bahn (70 m)                                          |
| Strecke von links · Abzweig geradeaus und nach rechts · Betriebs-/Güterbahnhof Streckenanfang | | Nürnberg Rbf Vorbahnhof                                | Nürnberg Rbf Vorbahnhof                                |
| Strecke nach links · Kreuzung geradeaus unten · Abzweig geradeaus und von rechts | |                                                        |                                                        |
| Brücke · Strecke mit Straßenbrücke | | B 8 (45 m)                                             | B 8 (45 m)                                             |
| ehemaliger Haltepunkt / Haltestelle · Strecke | | Nürnberg-Zollhaus (bis 1992)                           | Nürnberg-Zollhaus (bis 1992)                           |
| Strecke · Dienststation / Betriebs- oder Güterbahnhof | | Nürnberg Rbf Einfahrt                                  | Nürnberg Rbf Einfahrt                                  |
| Abzweig quer und von links · Kreuzung geradeaus unten · Abzweig geradeaus und nach rechts | | zum ehem. Gbf Nürnberg Süd, AW Nürnberg                | zum ehem. Gbf Nürnberg Süd, AW Nürnberg                |
| Dienststation / Betriebs- oder Güterbahnhof · Strecke · Strecke | 0,000 | Nürnberg Rbf                                           | Nürnberg Rbf                                           |
| Strecke nach links · Abzweig geradeaus und von rechts · Dienststation / Betriebs- oder Güterbahnhof | | Nürnberg Rbf Bw                                        | Nürnberg Rbf Bw                                        |
| Dienststation / Betriebs- oder Güterbahnhof · Strecke | | Nürnberg Rbf Ausfahrt (Pv bis 1992)                    | Nürnberg Rbf Ausfahrt (Pv bis 1992)                    |
| Abzweig geradeaus und von links · Strecke nach rechts | |                                                        |                                                        |
| Brücke | | Frankenschnellweg (Minervabrücke, 118 m)               | Frankenschnellweg (Minervabrücke, 118 m)               |
| Abzweig geradeaus und nach rechts | | nach Nürnberg Hgbf                                     | nach Nürnberg Hgbf                                     |
| Abzweig geradeaus und nach links | | nach Nürnberg-Eibach                                   | nach Nürnberg-Eibach                                   |
| Kreuzung geradeaus oben | | Bahnstrecke Treuchtlingen–Nürnberg (31 m)              | Bahnstrecke Treuchtlingen–Nürnberg (31 m)              |
| Kreuzung geradeaus oben | | Nürnberg–Roth (13 m)                                   | Nürnberg–Roth (13 m)                                   |
| Abzweig geradeaus und von links | | von Nürnberg-Eibach                                    | von Nürnberg-Eibach                                    |
| Blockstelle | 3,132 | Nürnberg Hohe Marter (Abzw)                            | Nürnberg Hohe Marter (Abzw)                            |
| Abzweig geradeaus und nach links | | nach Nürnberg-Stein                                    | nach Nürnberg-Stein                                    |
| Strecke mit Straßenbrücke | | Bundesstraße 2 und Bundesstraße 14                     | Bundesstraße 2 und Bundesstraße 14                     |
| Kreuzung geradeaus unten | | Nürnberg–Crailsheim                                    | Nürnberg–Crailsheim                                    |
| ehemalige Blockstelle | 4,800 | Kleinreuth (Abzw, geplant)                             | Kleinreuth (Abzw, geplant)                             |
| Abzweig geradeaus und ehemals nach links | | nach Eltersdorf (geplant)                              | nach Eltersdorf (geplant)                              |
| Dienststation / Betriebs- oder Güterbahnhof | 6,600 12,200 | Nürnberg Großmarkt                                     | Nürnberg Großmarkt                                     |
| Abzweig geradeaus und nach rechts | | zum Großmarkt Nürnberg                                 | zum Großmarkt Nürnberg                                 |
| Abzweig ehemals geradeaus und nach links | | nach Fürth (Bay) Hbf                                   | nach Fürth (Bay) Hbf                                   |
| Brücke (Strecke außer Betrieb) | | Frankenschnellweg (45 m), am 11. Sept. 2009 abgerissen | Frankenschnellweg (45 m), am 11. Sept. 2009 abgerissen |
| Kreuzung geradeaus oben (Strecke geradeaus außer Betrieb) | | Nürnberg–Bamberg (38 m)                                | Nürnberg–Bamberg (38 m)                                |
| Abzweig ehemals geradeaus und von links | | von Fürth (Bay) Hbf                                    | von Fürth (Bay) Hbf                                    |
| ehemalige Blockstelle | 9,976 | Nürnberg-Muggenhof (Abzw)                              | Nürnberg-Muggenhof (Abzw)                              |
| Kreuzung mit U-Bahn geradeaus oben | | U-Bahn (68 m)                                          | U-Bahn (68 m)                                          |
| Abzweig geradeaus und nach rechts | | zur AEG                                                | zur AEG                                                |
| Abzweig geradeaus und ehemals von links | | von der Straßenbahn-Hwst Muggenhof                     | von der Straßenbahn-Hwst Muggenhof                     |
| Brücke über Wasserlauf | | Pegnitz (133 m)                                        | Pegnitz (133 m)                                        |
| ehemaliger Dienststation / Betriebs- oder Güterbahnhof | 8,620 | Nürnberg Nordwest                                      | Nürnberg Nordwest                                      |
| Brücke | | Bundesstraße 4 (36 m)                                  | Bundesstraße 4 (36 m)                                  |
| Betriebs-/Güterbahnhof Streckenanfang und quer (Strecke außer Betrieb) · Abzweig geradeaus, ehemals nach rechts und ehemals von rechts | 5,790 | Nürnberg Nord                                          | Nürnberg Nord                                          |
| Dienststation / Betriebs- oder Güterbahnhof | 5,782 | Nürnberg Nord                                          | Nürnberg Nord                                          |
| Brücke | | Bundesstraße 2 (62 m)                                  | Bundesstraße 2 (62 m)                                  |
| Bahnhof | 3,862 | Nürnberg Nordost                                       | Nürnberg Nordost                                       |
| Abzweig geradeaus und nach links | | nach Gräfenberg                                        | nach Gräfenberg                                        |
| | |                                                        |                                                        |
| Abzweig geradeaus und nach links (Strecke außer Betrieb) | | zum Abzw Eichelberg                                    | zum Abzw Eichelberg                                    |
| Strecke mit Straßenbrücke (Strecke außer Betrieb) | | Stadenstraße                                           | Stadenstraße                                           |
| Brücke (Strecke außer Betrieb) | | Bundesstraße 14                                        | Bundesstraße 14                                        |
| | | nach Nürnberg Ost (s. o.)                              |                                                        |
| | |                                                        |                                                        |
| Quellen: | |                                                        |                                                        |

Die Ringbahn Nürnberg ist der Güterring, der sich in einem Abstand von drei bis vier Kilometern um die Nürnberger Innenstadt zieht.
Die zur Ringbahn gehörenden Strecken sind teilweise als Haupt- und teilweise als Nebenbahn klassifiziert.

## Geschichte
Der erste Abschnitt („Südring“) wurde am 1. Oktober 1898 eröffnet und verband die Bahnstrecken von Crailsheim, von Treuchtlingen und von Regensburg mit dem „Rangierprovisorium“ auf dem Gelände des heutigen Rangierbahnhofs Nürnberg Rbf.
Am 1. Juli 1899 folgte der erste Teil des „Nordrings“ von Nürnberg Ost (an der Bahnstrecke Nürnberg–Cheb) über Nürnberg Nordost zum Bahnhof Nürnberg Nord. Dieser wurde am 1. Mai 1900 mit der Eröffnung der Strecke Dutzendteich–Mögeldorf/Ostbahnhof an den Südring angeschlossen.

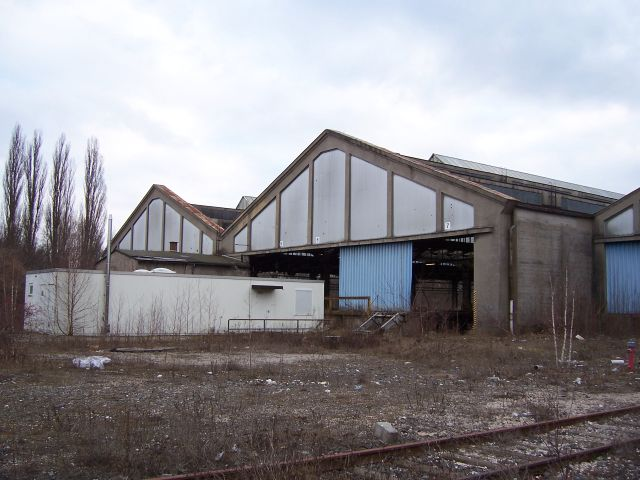
Umladehallen des ehemaligen Güterbahnhofes Nürnberg Süd, inzwischen abgebrochen

Der „Ringschluss“ erfolgte schließlich in zwei Etappen: Am 1. Mai 1905 wurde die Verlängerung von Nürnberg Nord nach Nürnberg Nordwest eröffnet, am 1. Oktober 1910 folgte das letzte Stück von Nürnberg Nordwest zur Abzweigstelle Muggenhof und von dort aus nach Fürth (zur Bahnstrecke Nürnberg–Bamberg) sowie über Großreuth zum schon bestehenden Südteil der Ringbahn. Damit war der ca. 30 km lange Ring vervollständigt.

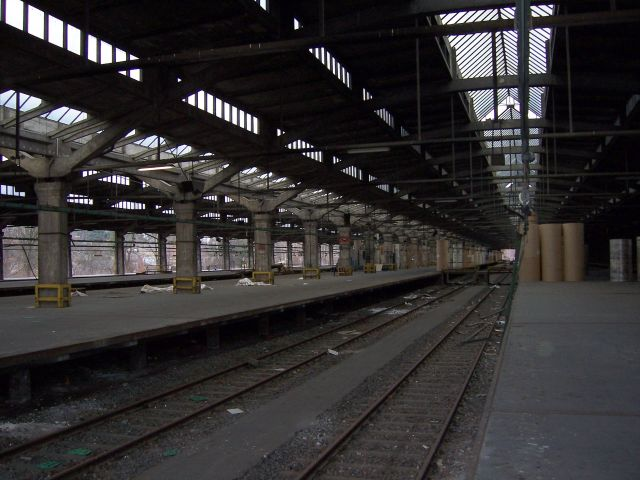
In dieser Halle waren die Fahrzeuge bei den Feiern zum 100., 125. und 150. Jubiläum der DB ausgestellt

Der Südteil der Ringbahn wurde schon im Jahr 1903 zweigleisig ausgebaut, 1935 wurde der Abschnitt vom Hauptbahnhof über Dutzendteich und Rangierbahnhof zur Bahnstrecke nach Augsburg elektrifiziert. Für den Bau des Reichsparteitagsgeländes auf dem Areal zwischen Luitpoldhain, Dutzendteich und Langwasser wurde die Verbindung vom Rangierbahnhof zur Bahnstrecke Nürnberg–Regensburg 1938 um 1,6 km nach Südosten verschoben: die ursprüngliche Anbindung erfolgte vom Westkopf des Einfahrbahnhofs aus, führte in einem Bogen nördlich am Stadtteil Zollhaus vorbei und teilte sich in Höhe des Stadionbads auf, um Richtung Regensburg bzw. an der heutigen Kleingartenkolonie entlang Richtung Nürnberg Hauptbahnhof in die Bahnstrecke Nürnberg–Regensburg einzumünden. Die neue Strecke schließt am Ostende des Einfahrbahnhofs an, biegt dann nach links ab und verläuft mitten durch den heutigen Stadtteil Langwasser (damals: Märzfeld nördlich und SA-Lager südlich der Strecke), um sich nach der Überführung über die Gleiwitzer Straße zu verzweigen und auf die Bahnstrecke nach Regensburg zu treffen. Der bereits bestehende Haltepunkt Zollhaus wurde an die neue Strecke verlegt und mit Märzfeld (heute: Nürnberg-Langwasser) ein neuer Bahnhof errichtet, um die zu erwarteten Menschenmassen für die alljährlich stattfindenden Parteitage an- und abtransportieren zu können.
Zwischen 1938 und 1939 wurde auch die nördliche Ringbahn ausgebaut. Über eine neue Verbindung vom Abzweig Eichelberg der Bahnstrecke Nürnberg–Cheb mit dem Bahnhof Nürnberg Nordost durch den Sebalder Reichswald nördlich Erlenstegens konnten Züge aus Richtung Hersbruck direkt auf die nördliche Ringbahn geleitet werden. Um im weiteren Verlauf das Umsetzen im Nordbahnhof zu umgehen, wurden 1939 die Zufahrtsstrecken vom Nordost- und dem Nordwestbahnhof mit einem Durchgangsgleis verbunden. Damit war vor dem Zweiten Weltkrieg eine einfache Nordumfahrung des Nürnberger Hauptbahnhofs möglich.

### Personenverkehr auf der Ringbahn
In den 1930er Jahren gab es Planungen für Personenverkehr auf dem Nordabschnitt der Ringbahn, die jedoch durch den Zweiten Weltkrieg vereitelt wurden, lediglich auf dem Abschnitt Nürnberg Hauptbahnhof über Nürnberg Ost nach Nürnberg Nordost verkehrten zwischen 1911 und 1912 Personenzüge. Eine weitere Verbindung mit Personenverkehr, die mit 22 Zugpaaren pro Tag annähernd stündlich und dabei rund um die Uhr verkehrte, bestand seit 1904 auf der Strecke Nürnberg Hauptbahnhof–Nürnberg Rangierbahnhof Ausfahrt, die bis zum Inkrafttreten des Verkehrsverbund Großraum Nürnberg am 27. September 1987 von normalen Fahrgästen benutzt werden durfte und danach noch bis 1992 als reine Dienstfahrten mit Dienstpersonenverkehr weitergeführt wurde. Seitdem wurde jedoch immer wieder in der politischen Diskussion ein etwaiger Personenverkehr auf der Ringbahn bzw. Teilen von ihr vorgeschlagen (siehe Abschnitt #Zukunft).

### Die Ringbahn heute

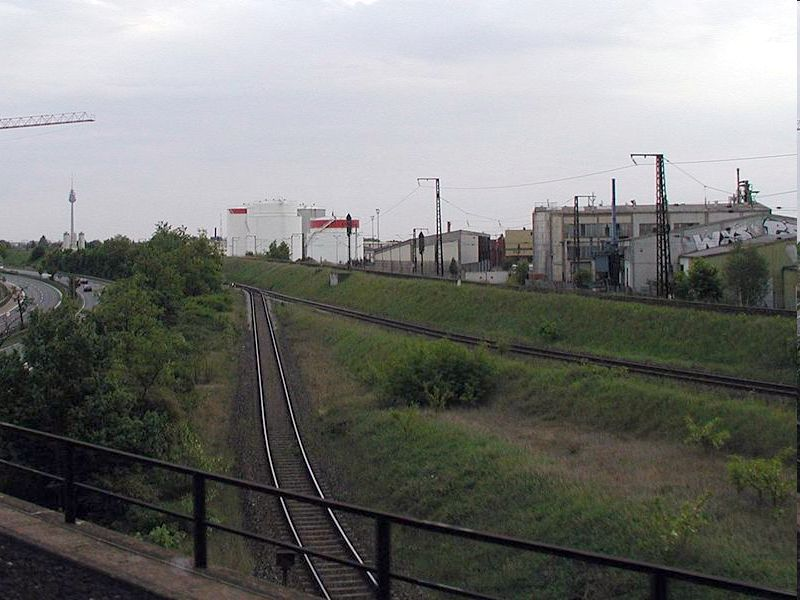
Ringbahn bei Nürnberg-Doos

Der Südteil (Fürth / Stein / Eibach – Rangierbahnhof – Dutzendteich / Abzweig Reichswald) ist heute komplett zweigleisig ausgebaut und elektrifiziert. Er dient weiterhin der Zuführung der Güterzüge von Würzburg bzw. Bamberg, Crailsheim, Augsburg und Regensburg kommend zum Rangierbahnhof. Der Nordteil von Fürth nach Nürnberg Nordost ist eingleisig und nicht elektrifiziert. Zugverkehr findet nur noch statt, wenn die auf der Bahnstrecke Nürnberg Nordost–Gräfenberg eingesetzten Fahrzeuge nach Betriebsschluss abgestellt oder ausgetauscht werden sowie Sonderzüge bzw. Lokomotiven des Eisenbahnverkehrsunternehmens Fränkische Museums-Eisenbahn von ihrer Betriebswerkstätte beim Bahnhof Nürnberg Nordost überführt werden. Die Güterbahnhöfe auf der Strecke sind alle seit Ende der 1990er Jahre zurückgebaut oder wie Nürnberg Nord bereits aufgelassen.
Als erstes Teilstück wurde die Verbindung des Süd- mit dem Nordring vom Abzweig Großmarkt über den Frankenschnellweg und die Bahnstrecke nach Bamberg zum Abzweig Muggenhof in den 1970er Jahren abgebrochen, womit eine Komplettbefahrung der Ringbahn nur noch mit Fahrtrichtungswechsel in Fürth möglich ist. Die Verbindung durch den Sebalder Reichswald von Nürnberg Nordost zum Abzweig Eichelberg der Bahnstrecke Nürnberg–Eger (Cheb) wurde 1980 stillgelegt und später abgebaut, am 31. Mai 1992 folgte der Abschnitt Nürnberg Ost–Nürnberg Nordost.
Zu besonderen Anlässen werden vom Verein „Fränkische Museums-Eisenbahn e. V.“ Sonderfahrten auf der Ringbahn angeboten.
Der Streckenabschnitt zwischen Nürnberg Nord und Abzweig Muggenhof wurde von April bis Mai 2011 grundlegend saniert.
Zwischen Fürth Güterbahnhof und Nürnberg Hohe Marter wurden in einer Woche Ende 2021 rund 100 Güterzüge pro Tag und Richtung gezählt. Für das Jahr 2030 werden je Richtung 126 bzw. 146 Güterzüge pro Tag prognostiziert, wovon rund zwei Drittel oberirdisch und ein Drittel durch den Güterzugtunnel fahren sollen.

### Zukunft
Der schon seit den 1930er Jahren geplante Personenverkehr auf dem Nordabschnitt der Ringbahn ist immer noch in der Diskussion.
Erwogen wird eine Verbindung der Rangaubahn (aus Cadolzburg) zur Gräfenbergbahn (aus Gräfenberg) über Thon und Muggenhof. 1990 schlugen die Grünen eine Verbindung von Gräfenberg- und Rangaubahn über die Ringbahn vor. 1996 sah eine Studie des Bayerischen Wirtschaftsministeriums einen solchen Verkehr vor.
Im Nürnberger Nahverkehrsentwicklungsplan von 2011 wurde eine Verbindung zwischen dem Nordostbahnhof und der Rangaubahn mit einem Nutzen-Kosten-Faktor von 1,57 als „verkehrlich und volkswirtschaftlich sinnvolle Maßnahme“ eingestuft. Der Stadtrat beauftragte daraufhin Ende 2011 die Verwaltung, mit dem VGN, der DB und der Bayerischen Eisenbahngesellschaft (BEG) Gespräche aufzunehmen.
Die Stadt beauftragte 2011 als Gutachter das Aachener Ingenieurbüro IVV, im Rahmen des Nahverkehrsentwicklungsplans die Durchbindung sowie eine weitere Variante (Altstadtquerung) zu prüfen.
Eine von der Bayerischen Eisenbahngesellschaft daraufhin bei Intraplan in Auftrag gegebene Untersuchung kam zu einem negativen Nutzen-Kosten-Faktor von zunächst −0,34, später −0,22. Der neuen Untersuchung lagen veränderte Annahmen zu Grunde. Beispielsweise wurden Fahrplan und Leistungsumfang des S-Bahn-Netzes mit einbezogen. Die Kosten für die Ertüchtigung des 8,7 km langen Abschnitts der alten Ringbahn stiegen von ursprünglich 20 auf 38 Millionen Euro an, unter anderem aufgrund neuer Schallschutzbestimmungen. Die Ergebnisse des BEG-Gutachtens waren in Grundzügen im Sommer 2014 bekannt. Darin wurden die notwendigen Investitionen für Haltestellen und Streckenertüchtigung auf 33 Millionen Euro geschätzt. Dabei wurde ein Ausbau des mit 40 bis 50 km/h unterstellten Ringbahn-Abschnitts für 80 km/h, neue Signal- und Sicherungstechnik sowie der Ausbau des Nordostbahnhofs zum Knotenpunkt unterstellt. Daneben wären Bahnübergänge grundlegend zu erneuern. Mit weiteren 13 Millionen Euro wurden die Investitionen in Schallschutz geschätzt. Das BEG-Gutachten erwartete 4800 Fahrgäste pro Tag. Die Entwicklung des AEG-Geländes, an dem die Ringbahn vorbeiführt, ist darin noch nicht mit berücksichtigt.
Das Vorhaben wurde in den Nahverkehrsentwicklungsplan 2025 der Stadt Nürnberg aufgenommen. Darin gibt es einen Planfall, der die Durchbindung der Gräfenbergbahn über die Ringbahn nach Fürth und von dort aus zur Rangaubahn nach Cadolzburg enthält. Vorgesehen waren drei neue Haltepunkte in Nürnberg (Wetzendorf, Thon, Nürnberg-Nord) und die Reaktivierung des in den 1980er Jahren stillgelegten Haltepunkts Buchenbühl zwischen Nordostbahnhof und Heroldsberg. Im Zuge der Untersuchung Sektor West wurde eine Variante für eine Personenzugverbindung der Gräfenbergbahn mit der Rangaubahn über die Ringbahn untersucht.
Im 2013 beschlossenen Nahverkehrsplan der Stadt Fürth war eine Durchbindung der Rangaubahn zur Gräfenbergbahn vorgesehen. Der Landkreis Fürth verfolgte dagegen das Ziel, die Züge der Rangaubahn zum Nürnberger Hauptbahnhof durchzubinden.
2023[veraltet] soll ein Gleiswechselbetrieb zwischen Nürnberg Rangierbahnhof und Fürth Hauptbahnhof eingerichtet werden.
Mit der Bahnstrecke Kleinreuth–Eltersdorf soll in den kommenden Jahren bei Kleinreuth bei Schweinau eine neue Güterzugstrecke entstehen.
Im Rahmen der Machbarkeitsstudie zum Ausbauprogramm S-Bahn Nürnberg („AuSbauNü“) wurde 2024 ein etwaiger Personenverkehr sowohl auf der nördlichen, als auch südlichen Ringbahn erneut untersucht. Ein Ausbau der Gräfenbergbahn zur S-Bahn mit 30-Minuten-Takt, Elektrifizierung und Durchbindung nach Fürth wurde darin für rentabel erachtet.

## Fotos

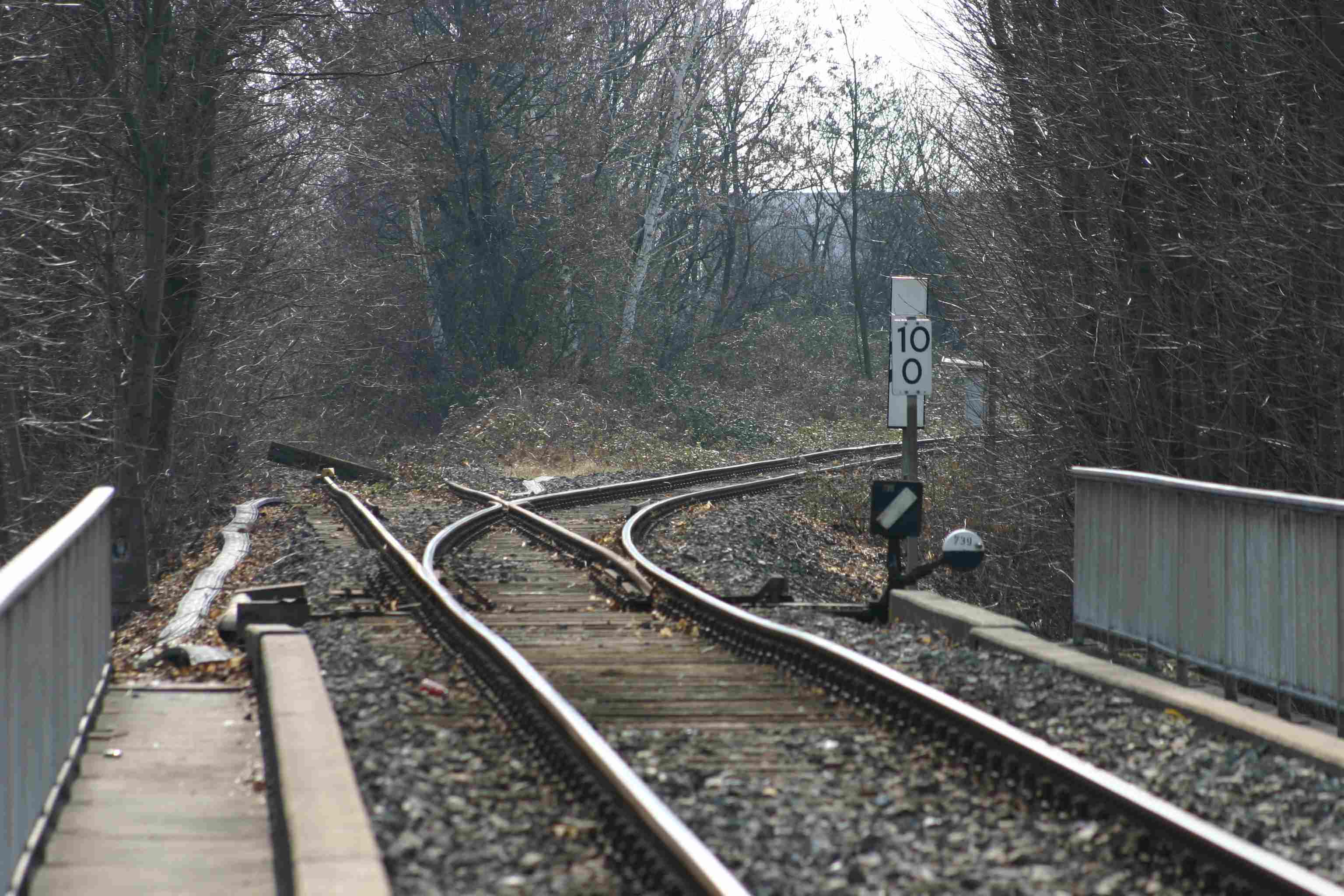
Abzweigung Muggenhof 2005
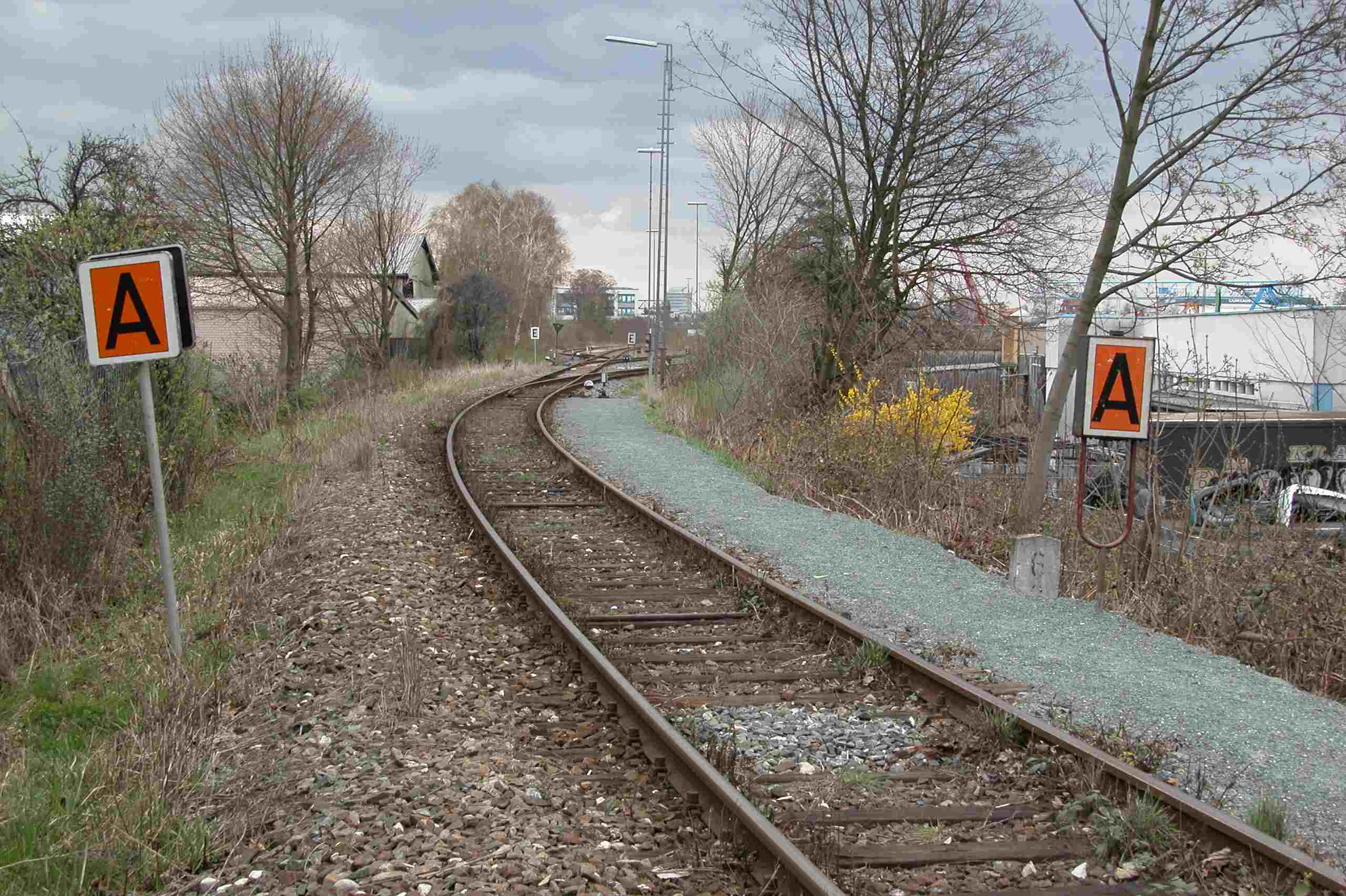
Einfahrt zum Gbf Nürnberg Nord von Westen 2005
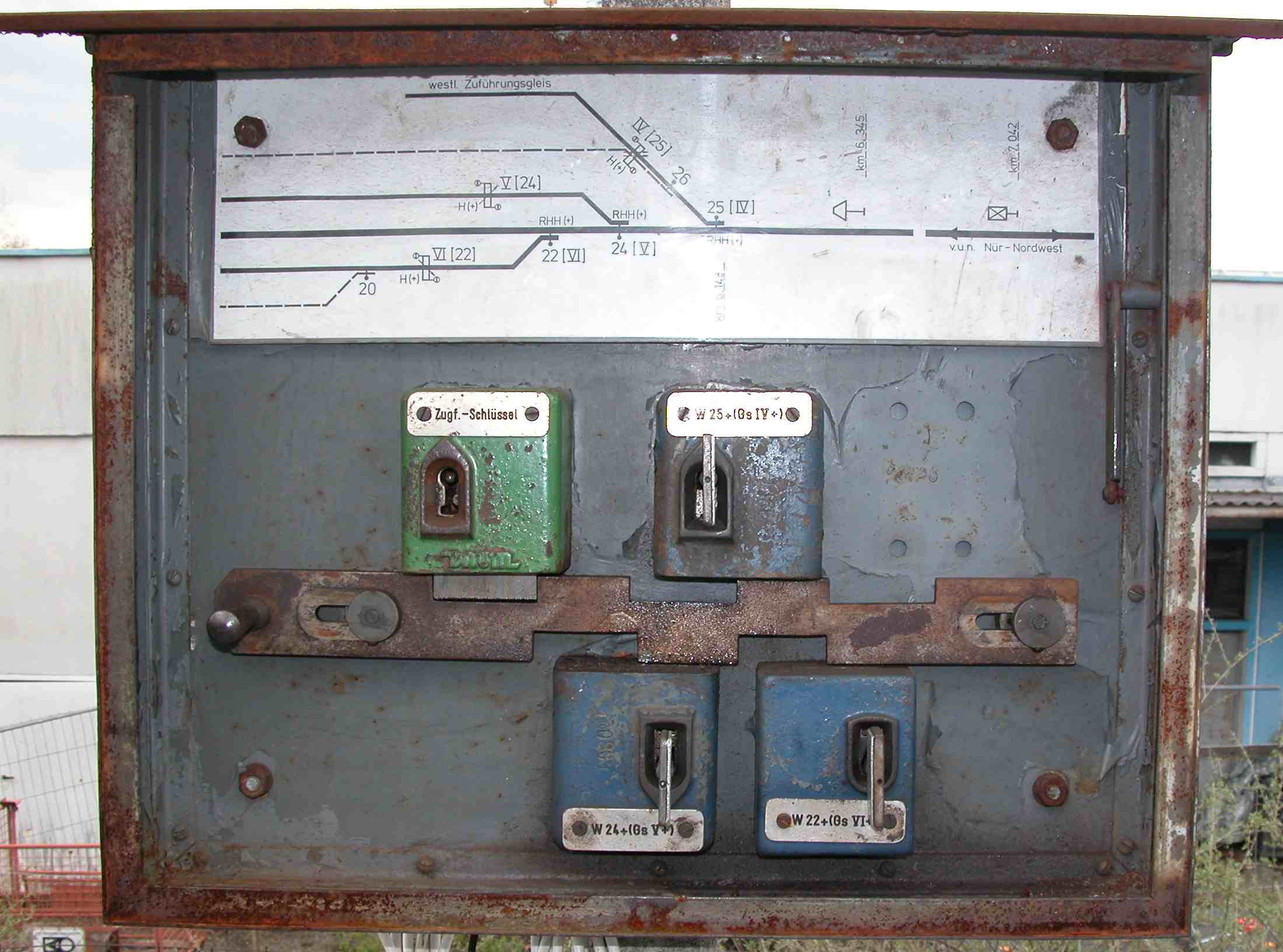
Weichen-Schlüsselkasten Gbf Nürnberg Nord 2005
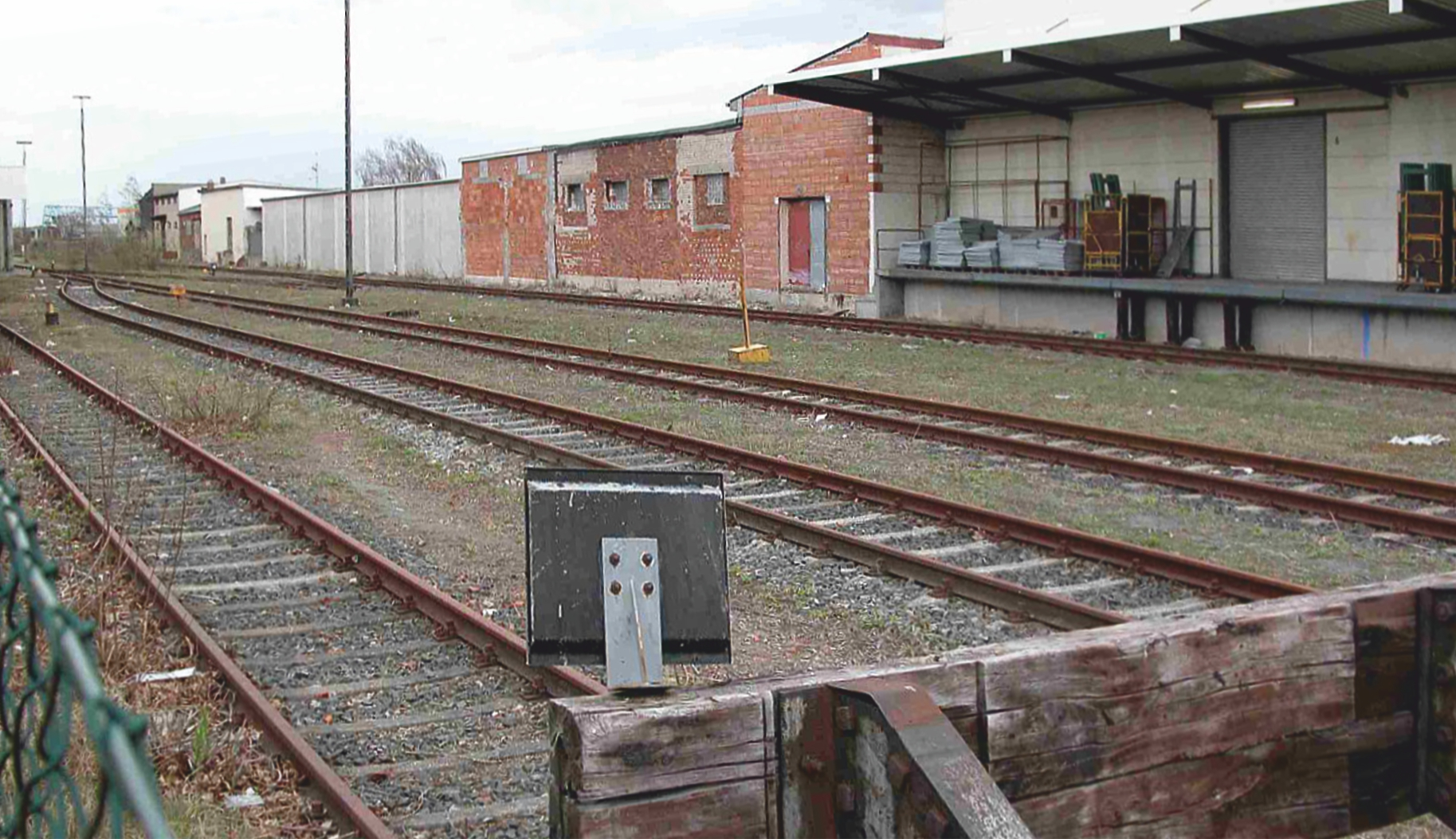
Gbf Nürnberg Nord 2005
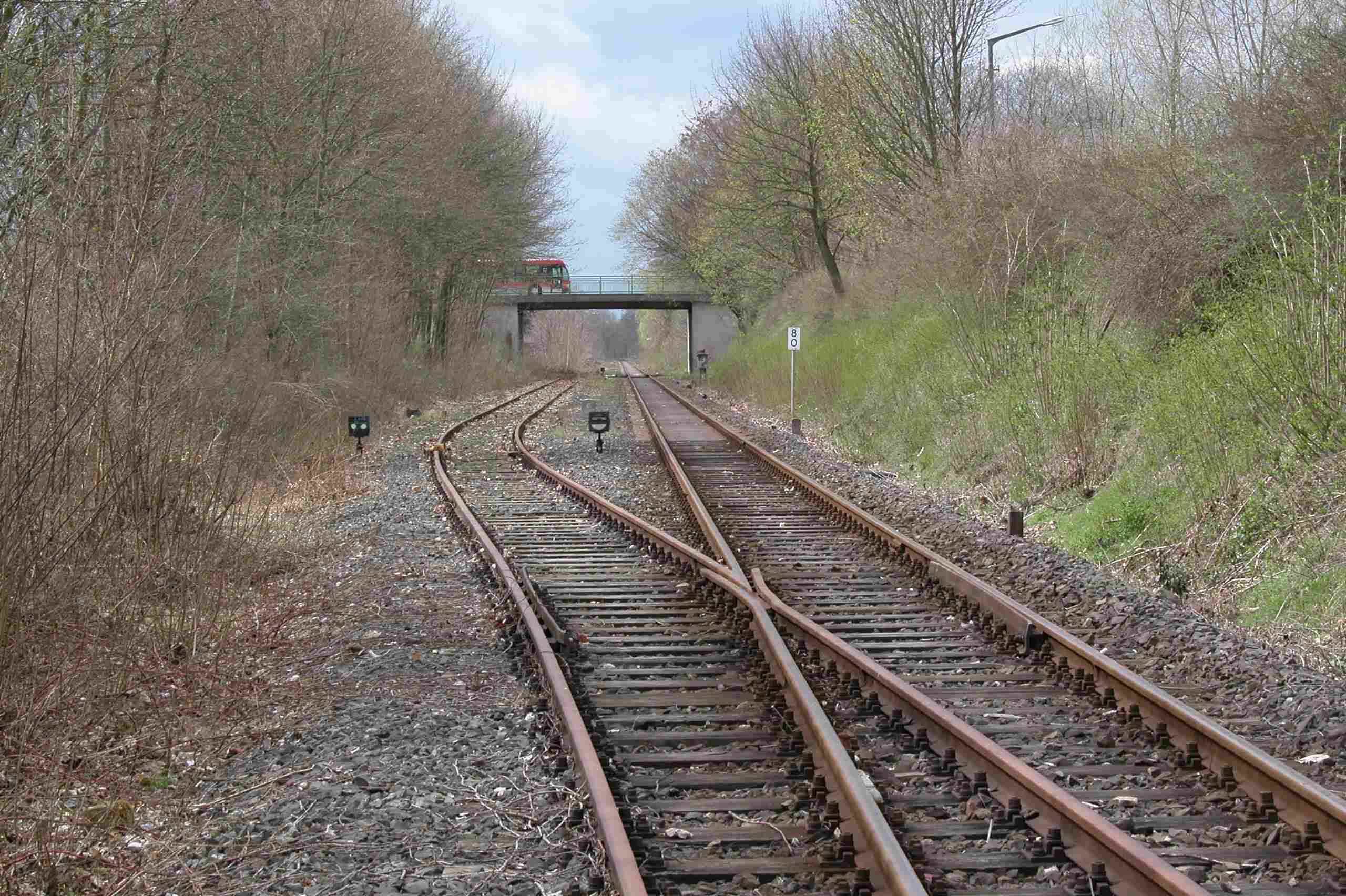
Gbf Nürnberg Nordwest 2005
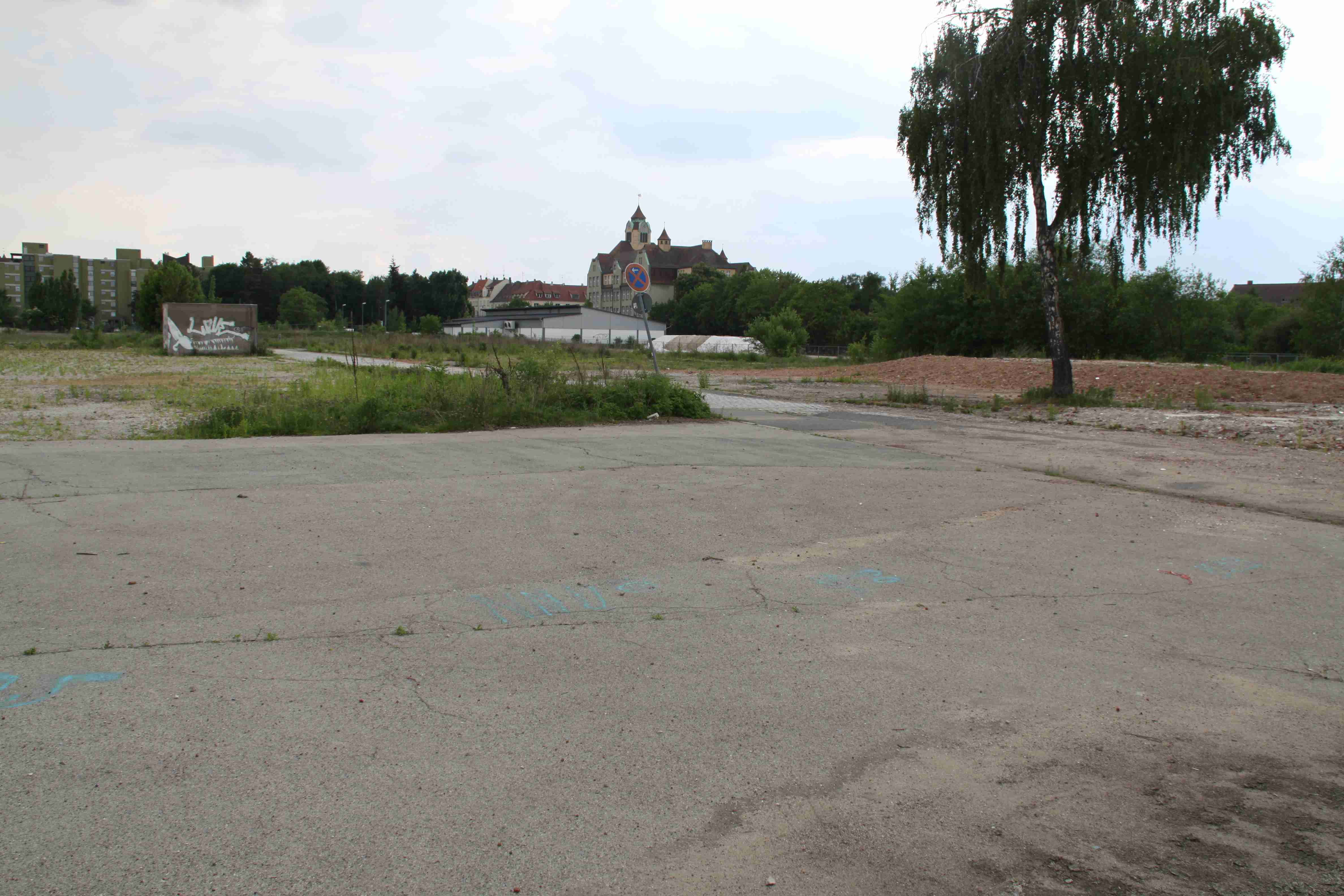
Gelände des Gbf Nürnberg Nord 2011
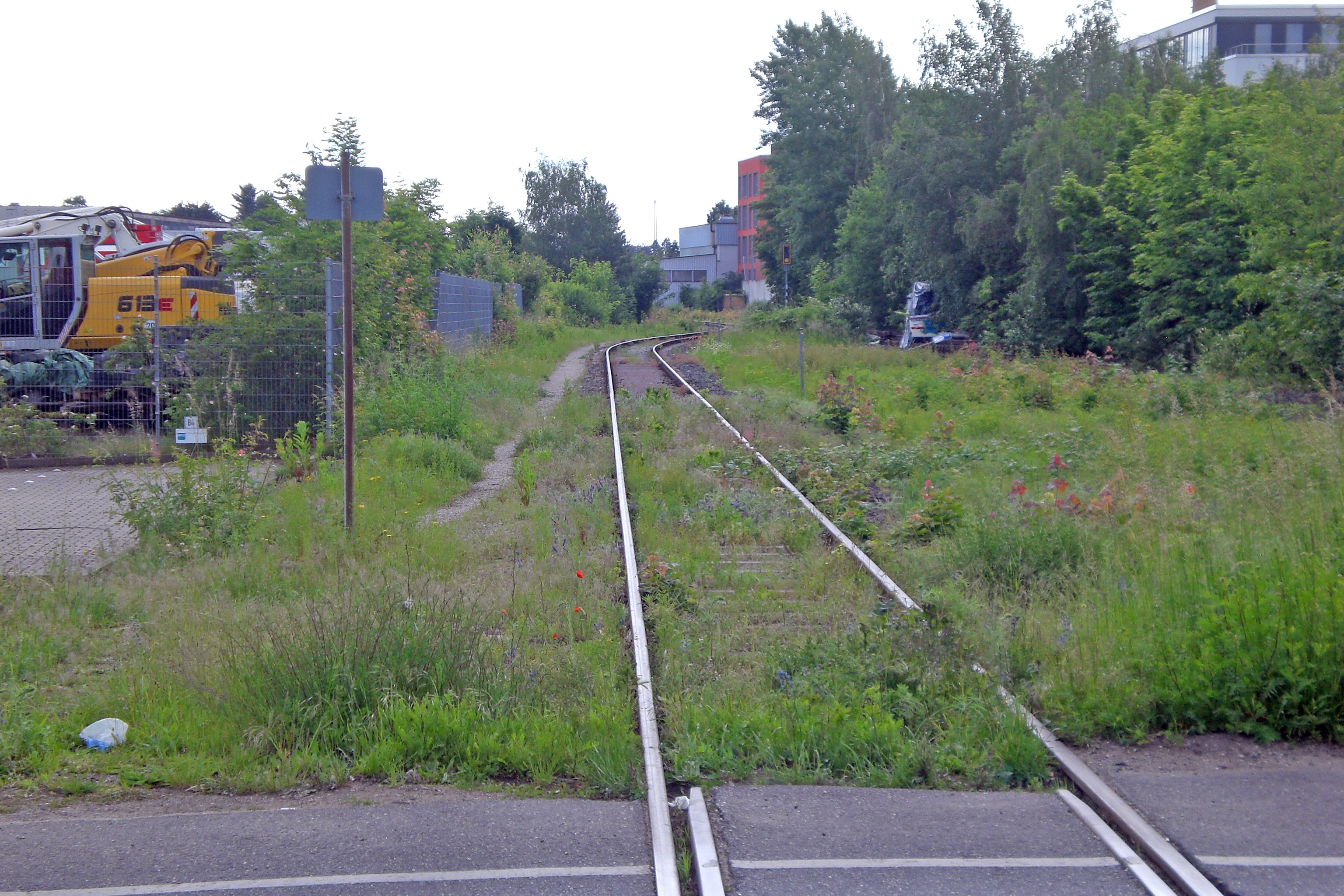
Übergang Nürnberg Rollnerstraße (2024)